# Roller Club Biasca
El Roller Club Biasca és un equip d'hoquei sobre patins suís de la població de Biasca, al cantó de Ticino. Va ser fundat l'any 1985. L'equip masculí disputa la màxima categoria de la Lliga suïssa d'hoquei sobre patins.
La temporada 2018-2019 l'equip guanya per primera vegada la Lliga nacional. La temporada 2024-25 l'equip diusputa la final a quatre de la WSE Trophy a Follonica.

## Palmarès
- 1 Lliga Suïssa: 2018-19